# 깐쇼새우
깐쇼새우(중국어 간체자: 干烧明虾, 정체자: 乾燒明蝦, 병음: gān shāo míngxiā 간사오밍샤[*], 한자음: 건소명화) 또는 칠리새우(chili shrimp)는 껍질 깐 새우에 감자녹말과 달걀흰자 등으로 만든 튀김옷을 입혀 튀긴 다음 매콤한 칠리소스에 볶은 음식이다. 쓰촨식과 상하이식이 있는데, 쓰촨식 깐쇼새우는 더우반장을 사용하며, 상하이식 칠리새우는 토마토소스를 넣어 만든다. 그 외에도 고추기름, 대파, 마늘, 고추, 라임 즙 등을 쓰기도 한다.

## 만들기
새우는 머리와 껍질 내장을 제거한 후 밑간을 해준 뒤 마른 녹말가루를 묻혀서 준비해둔다. 마른 녹말가루는 물에 잘 개어서 한시간 이상 불려준 후 물을 버리고 계란 흰자와 잘 섞어 반죽물을 만들어 둔다. 준비해둔 새우는 반죽물을 묻힌 후 180도의 기름에 바삭하게 튀겨준다. 고추는 작은 네모로 썰고, 파는 다진 후 마늘과 함께 약간의 기름에 볶은 후 분량의 양념들을 넣고 끓여준다. 미리 소금을 넣어 삶아둔 푸실리와 튀긴 새우를 넣고 양념과 잘 버무린 뒤 완성접시에 담아낸다.
마른 녹말가루를 물에 넣어 불려서 사용하면 쫀득한 맛을 낼 수 있어 탕수육 할 때 좋다. 새우의 내장은 등쪽의 둘째, 셋째마디 정도에 포크나 꼬지를 넣어 제거한다.

## 같이 보기
- 크림새우